# حجیت عقل
حجیت عقل یعنی استدلال عقلی، معتبر و حجتی شرعی است و می‌تواند در قیامت، مدار احتجاج خدا بر بنده و بنده بر خدا قرار گیرد؛ این جمله یعنی اینکه در مسائل علمی و جهان بینی اعتقادی، اگر کسی خواست که حقیقتی را قبول و باور کند، باید با استناد برهان عقلی باشد. چنانچه در مسائل علمی نیز باید به استناد برهان عقلی عمل کند. به عبارت دیگر استدلال در مسائل علمی معتبر است که انسان را به یقین برساند؛ ولی در مسائل عملی، اطمینان بس است و جزم و یقین لازم نیست و بر پایه اطمینان می‌توان عمل کرد؛ نظیر تعبدیات. اگر دلیل عقلی مفروض، مطابق با واقع باشد، استدلال کننده پاداش می‌گیرد و می‌توان به آن عمل کرد و چنانچه مطابق با واقع نباشد، استدلال کننده در برابر خدا به استناد آن دلیل، معذور و در امان است.